# Asteroide troyano

Localización de los asteroides troyanos de Júpiter. También se muestra el cinturón principal.

Los asteroides troyanos son asteroides que comparten órbita con un planeta en torno a los puntos de Lagrange estables L4 y L5, los cuales están situados 60° delante y 60° detrás del planeta en su órbita. Los asteroides troyanos se encuentran distribuidos en dos regiones alargadas y curvadas alrededor de esos puntos y, en el caso de Júpiter, con un semieje mayor de 5.2 au. La Tierra también posee un asteroide troyano, que lo acompaña en su viaje alrededor del Sol, el cual mide alrededor de 300 metros de diámetro y ha sido bautizado con el nombre de 2010 TK7.
Tradicionalmente el término se ha referido a los asteroides troyanos de Júpiter, los primeros en ser descubiertos y los más numerosos hasta la fecha con diferencia. Sin embargo, con el descubrimiento de asteroides en los puntos de Lagrange de otros planetas —órbitas de Marte y de Neptuno, Tierra y Urano.—, el término se ha extendido para englobarlos a todos. Solo Saturno y los planetas interiores a la Tierra no tienen asteroides troyanos confirmados. El nombre «troyano» se debe a que se estableció la convención de bautizar a los asteroides que ocupaban dichos puntos de la órbita de Júpiter con el nombre de los personajes de la guerra de Troya: los que anteceden al planeta pertenecen al grupo del campo griego y los que siguen al planeta al grupo del campo troyano. En abril de 2010, el número de troyanos conocidos superaba los 4000, y de ellos solo diez no pertenecían a Júpiter.
El primer troyano, Aquiles, lo descubrió el 22 de febrero de 1906 el astrónomo alemán Max Wolf en el punto L4 de la órbita joviana. Hubo de transcurrir casi un siglo para descubrir troyanos de otros planetas. El 20 de junio de 1990 se encontró Eureka, primer troyano de Marte, y el 21 de agosto de 2001 se halló a 2001 QR322, el primero de Neptuno. Más tarde se descubrieron sendos troyanos en las órbitas de la Tierra y Urano. Se cree que el número total de troyanos de Júpiter mayores de 1 km ronda el millón, una cantidad similar al número de asteroides del cinturón principal del mismo tamaño. Como en aquel, los troyanos forman familias de asteroides.
Hay dos teorías para explicar su origen y ubicación. La primera indica que se formarían durante la última etapa de acreción planetaria en la misma región en la que se encuentran. La segunda establece que, durante la migración planetaria, el primitivo cinturón de Kuiper se desestabilizó y millones de objetos fueron expulsados al interior del sistema solar donde se incorporaron a los puntos de Lagrange de los planetas gaseosos. 
Los troyanos son cuerpos oscuros cuyo espectro de emisión es ligeramente rojizo y carente de peculiaridades. No existen evidencias sólidas de la presencia de agua o materia orgánica en su interior. Sus densidades varían entre 0.8 y 2.5 g/cm³. Se cree que fueron capturados en sus órbitas durante los primeros estadios de la formación del sistema solar, durante la migración de los planetas gigantes.

## Historia de su observación
En 1772 el matemático Joseph-Louis Lagrange, en sus estudios sobre el problema restringido de los tres cuerpos, predijo que un cuerpo pequeño que compartiera órbita con un planeta quedaría atrapado en los puntos situados a 60° de la línea que une el Sol y el planeta. El cuerpo atrapado realizaría lentamente un movimiento de libración alrededor del punto exacto de equilibrio describiendo una órbita de herradura. Estos puntos se conocen como los puntos de Lagrange L4 y L5. Sin embargo, no se observaron asteroides atrapados en estos puntos sino hasta más de un siglo después de la hipótesis formulada por Lagrange; fueron los de Júpiter los primeros en descubrirse.
E. E. Barnard realizó la primera observación registrada de un asteroide troyano, (12126) 1999 RM11, en 1904, pero no lo identificó como tal ni le dio especial importancia. Barnard creyó probablemente que lo que observaba era una estrella o el satélite Febe, de Saturno, que había sido descubierto recientemente y que en el momento de la observación se encontraba a una distancia angular muy pequeña del asteroide. La identidad del objeto no se descubrió hasta que su órbita se reconstruyó en 1999.
Sin embargo, fue en febrero de 1906 cuando Max Wolf descubrió el primer asteroide troyano que se clasificó como tal. Se trataba de Aquiles, un troyano situado en el punto de Lagrange L4 del sistema Sol-Júpiter. En los años 1906-1907 el alemán August Kopff descubrió otros dos troyanos de Júpiter: Patroclo y Héctor. Patroclo fue el primer troyano descubierto en el punto de Lagrange L5. En 1938, ya se conocían once troyanos. Este número se incrementó solamente a 14 en 1961. En abril de 2010 se conocían en Júpiter 2600 troyanos en L4 y 1470 en L5, pero el ritmo al que se descubren aumenta con la mejora y el desarrollo de los instrumentos: para enero del 2000 se habían descubierto 257, mientras que en mayo del 2003 la cifra ascendió a 1600.
En 1990 se descubrió el primer troyano en un planeta distinto de Júpiter; (5261) Eureka, un troyano perteneciente a Marte. Más tarde, en 2001, se halló el primer troyano de Neptuno: 2001 QR322.

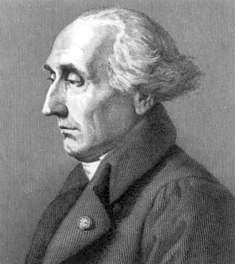
Joseph-Louis Lagrange predijo en 1771 la existencia de los troyanos.
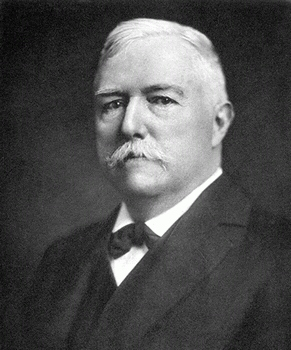
E. E. Barnard realizó en 1904 la primera observación registrada de un troyano.
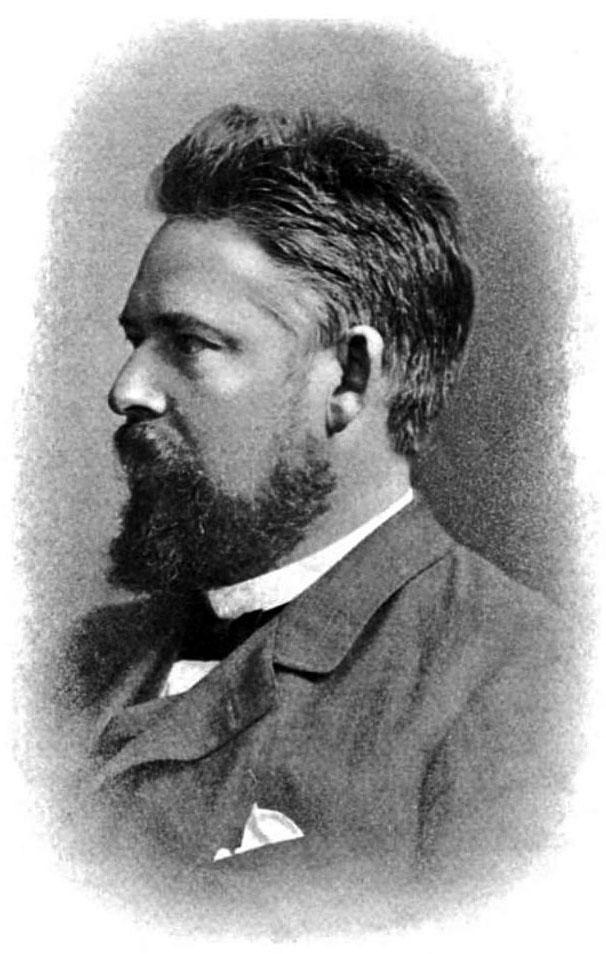
Max Wolf descubrió el primer asteroide troyano en 1906.

## Origen y evolución
Existen dos teorías principales respecto a los troyanos. Una de ellas sugiere que los troyanos se formaron en la misma región del sistema solar que Júpiter y se incorporaron a su órbita cuando el planeta todavía se encontraba en formación. La última etapa de la formación de Júpiter involucró un crecimiento descontrolado de su masa debido a la acreción de grandes cantidades de hidrógeno y helio del disco protoplanetario; durante este crecimiento, el cual se prolongó solamente unos 10 000 años, la masa de Júpiter se multiplicó por diez. Los planetesimales que tenían órbitas cercanas a las de Júpiter fueron capturados por el campo gravitatorio cada vez más intenso del planeta gigante. El mecanismo de captura era muy eficiente, ya que según la teoría fueron atrapados alrededor del 50 % de los planetesimales restantes. Sin embargo, esta hipótesis presenta dos problemas de capital importancia: el número de cuerpos atrapados excede en cuatro órdenes de magnitud la población de troyanos observada, y los asteroides troyanos actuales poseen inclinaciones orbitales mayores que las predichas por el modelo. No obstante, las simulaciones realizadas sobre este escenario muestran que este modo de formación inhibiría la creación de troyanos similares alrededor de Saturno, lo cual concuerda perfectamente con las observaciones.
La segunda teoría parte del modelo de Niza y propone que los troyanos fueron capturados durante la migración planetaria, la cual sucedió de 500 a 600 millones de años después de la formación del sistema solar. La migración fue provocada por el paso de Júpiter y Saturno a la resonancia orbital 1:2. Cuando esto ocurrió, Urano y Neptuno, y Saturno en cierta medida, se movieron hacia el exterior, mientras que Júpiter lo hizo ligeramente hacia el interior. Esta migración de planetas gigantes desestabilizó el cinturón de Kuiper primordial, el cual expulsó millones de objetos hacia el interior del sistema solar. Estos objetos se acumularon y formaron los troyanos que se observan actualmente. Además, la combinación de las influencias gravitatorias de los planetas habría perturbado cualquier troyano existente con anterioridad.
El futuro a largo plazo de los troyanos está todavía abierto, ya que multitud de resonancias débiles con Júpiter y Saturno podrían provocar un comportamiento caótico con el tiempo. Además, los fragmentos eyectados de las colisiones entre troyanos reducen lentamente su población. Las simulaciones muestran que aproximadamente un 17 % de los troyanos iniciales de Júpiter son inestables, por lo que debieron ser expulsados en algún momento del pasado. Estos troyanos expulsados podrían convertirse temporalmente en satélites de Júpiter o en cometas periódicos de Júpiter; esto último podría suceder si se aproximan al Sol y su superficie de hielo comienza a evaporarse. Levison y sus colaboradores creen que podrían estar viajando por el sistema solar cerca de 200 troyanos expulsados con diámetros mayores a 1 km, y que es muy poco probable que alguno de ellos pueda atravesar la órbita de la Tierra.

## Número y masas

Representación de los cinco puntos lagrangianos, y en particular de L_{4} y L_{5}, donde se sitúan los asteroides troyanos.

Las estimaciones del número total de troyanos se basan en estudios profundos de áreas limitadas del cielo. Se cree que el grupo L4 de Júpiter podría contener entre 160 000 y 240 000 asteroides con diámetros mayores de dos kilómetros y alrededor de 600 000 con diámetros mayores de un kilómetro. Si el grupo L5 contuviera una cantidad similar de asteroides, el número total de troyanos de diámetro mayor a un kilómetro superaría el millón. Estos números son comparables a los del cinturón de asteroides. Se estima que la suma de las masas de todos los troyanos es de 0.0001 veces la masa de la Tierra, o una quinta parte de la masa del cinturón principal. Probablemente se conocen todos los troyanos con magnitudes absolutas de hasta 9. El número de troyanos observados alrededor del punto L4 es ligeramente superior al del punto L5; sin embargo, debido a que la variación en el número de los troyanos más brillantes es escasa, esta disparidad probablemente se debe a la existencia de sesgos en la observación. No obstante, algunos modelos indican una estabilidad ligeramente mayor en el grupo L4.
El troyano de mayor tamaño es Héctor, con un radio de 101.5 ± 1.8 km. Existen pocos troyanos cuyo tamaño sea mucho mayor que el promedio de la población. Por debajo de un radio de 42 km, el número de troyanos crece muy rápidamente, mucho más que en el cinturón principal. Esta cifra corresponde a una magnitud absoluta de 9.5 —asumiendo un albedo (cantidad de radiación reflejada) del 4 %—. En el rango de entre 4.4 y 40 km de radio, la distribución de los tamaños de los troyanos es similar a la del cinturón principal. Debido a que la observación no proporciona datos, se desconoce la masa de los troyanos de menor tamaño, los cuales se cree que son los productos de colisiones entre troyanos mayores.

## Órbitas

Animación de la órbita de (624) Héctor (azul) respecto de Júpiter (rojo).

Los troyanos de Júpiter tienen órbitas con radios entre 5.05 au y 5.35 au, con un semieje mayor promedio de 5.20 ± 0.15 au, y están distribuidos en regiones alargadas y curvas alrededor de los dos puntos lagrangianos; cada grupo se extiende 26° a lo largo de la órbita de Júpiter, lo que suma un total de 2.5 au. La anchura de cada grupo es similar a la de dos radios de la esfera de Hill, lo que en el caso de Júpiter suma unas 0.6 au. Muchos troyanos de Júpiter tienen inclinaciones orbitales (relativas al plano orbital del planeta) de más de 40°.
Los troyanos no mantienen una distancia fija con el planeta. Lentamente sufren una libración alrededor de sus respectivos puntos de equilibrio, variando su distancia con Júpiter de manera periódica. El período promedio de esta libración es de unos 150 años, y su amplitud promedio de 33° (variando entre valores tan dispares como 0.6° y 88°). Los troyanos siguen generalmente unas órbitas alrededor de los puntos lagrangianos denominadas trayectorias renacuajo. Las simulaciones muestran que los troyanos podrían seguir trayectorias incluso más complicadas si se movieran desde un punto lagrangiano a otro; estas órbitas reciben el nombre de trayectorias de herradura, aunque hasta ahora no se conoce ninguno que posea órbitas de este tipo.

### Familias dinámicas y asteroides binarios
La determinación de familias dinámicas de asteroides en el grupo de los troyanos es más complicada que en el cinturón principal, debido a que los troyanos están encerrados en un rango posible de posiciones mucho menor. Esto significa que los cúmulos dinámicos tienden a superponerse con el grueso del grupo y se les pierde fácilmente la pista. No obstante, en 2003 se identificaron más de una decena de familias dinámicas. Las familias de troyanos son más pequeñas en tamaño que las del cinturón principal; la familia de mayor tamaño conocida es la familia de Menelao, que alberga solamente a ocho miembros.
En 2001, Patroclo fue el primer troyano identificado como asteroide binario. La órbita de este asteroide binario (650 km) es mucho más pequeña que la esfera de Hill primaria (35 000 km). El asteroide de mayor tamaño, Héctor, es probablemente un asteroide binario de contacto (dos asteroides que orbitan tan cerca que acaban estableciendo contacto).

## Características físicas
Los asteroides troyanos de Júpiter son objetos oscuros con forma irregular. En general el albedo geométrico varía entre 0.03 y 0.1 y su valor medio es de 0.056 ± 0.003. El asteroide Enomo posee el mayor albedo (0.18) de todos los troyanos.

### Rotación

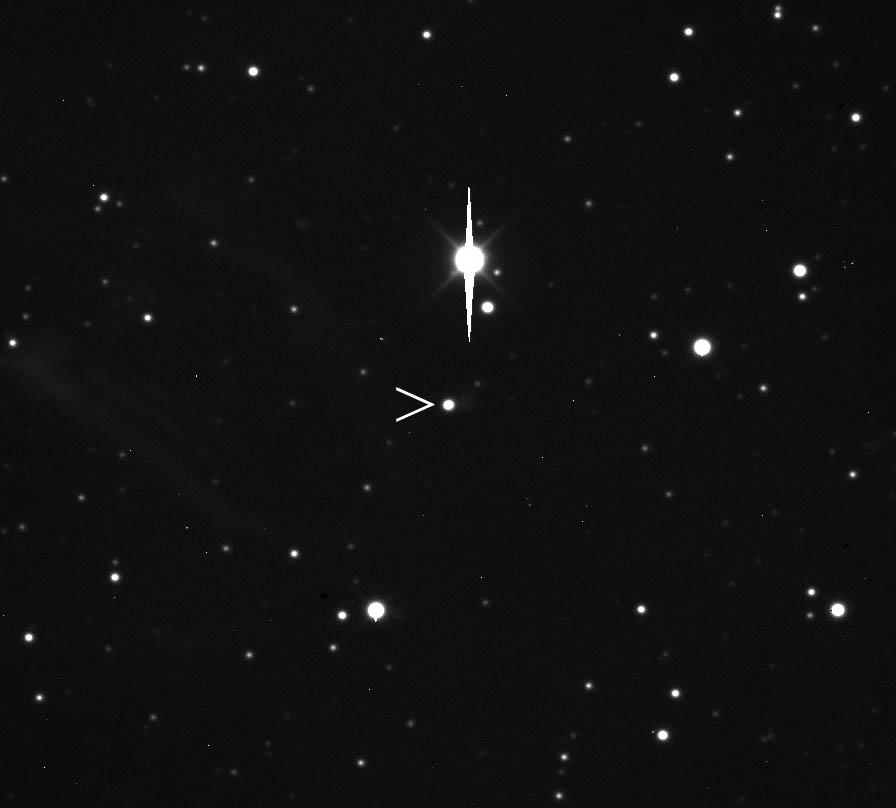
El troyano Héctor tiene una magnitud aparente (brillo observado desde la Tierra) comparable a Plutón.

Las propiedades rotacionales de los troyanos no se conocen demasiado bien. El análisis de las curvas de luz rotacionales de 72 asteroides troyanos arroja un período de rotación medio de 11.2 horas, mientras que el período medio de los asteroides del cinturón principal ronda las 10.6 horas. La distribución de los períodos rotacionales de los troyanos aparentemente encaja con una distribución de Maxwell-Boltzmann, mientras que en los del cinturón principal esto no sucede, debido a un déficit de asteroides con períodos entre 8 y 10 horas. La distribución de Maxwell-Boltzmann de los períodos rotacionales de los troyanos podría indicar que han sufrido una evolución de colisión más acentuada que los del cinturón principal.
Sin embargo, en 2008 se analizaron las curvas de luz de una muestra de diez troyanos y se encontró una mediana del período de rotación de 18.9 horas. La discrepancia de este valor es significativa con respecto al período de rotación para los asteroides del cinturón principal del mismo tamaño (11.5 horas). La diferencia podría deberse a que los troyanos poseen una densidad media mayor, lo que implicaría que se formaron en el cinturón de Kuiper.

### Composición
Espectroscópicamente, los troyanos de Júpiter son en su mayor parte asteroides de tipo D, los cuales son predominantes en las regiones externas del cinturón principal. Otros tipos representativos son los asteroides de tipo C o tipo P. Sus espectros suelen ser rojizos (emiten radiación en longitudes de onda largas) o neutros y carentes de rasgos distintivos. Las evidencias de la presencia de agua o de materia orgánica son poco sólidas y solamente el asteroide Enomo podría indicar la existencia de agua en su interior, en forma de hielo. La presencia de materia orgánica sólo se ha evidenciado en los troyanos Agamenón y Patroclo. El espectro de emisión de los troyanos es similar al de los satélites irregulares de Júpiter y, en cierto modo, al del núcleo cometario, y es diferente al de los objetos del cinturón de Kuiper. El espectro de los troyanos se explica muy bien como una composición de gran cantidad de material rico en carbono (carbón vegetal), hielo de agua y posiblemente silicatos ricos en magnesio. La composición de los troyanos es uniforme, con poca o nula diferenciación entre los dos grupos.
En 2006, un equipo del Observatorio W. M. Keck en Hawái anunció que la densidad del asteroide binario Patroclo era menor que la del hielo (0.8 g/cm³), lo que sugiere que el asteroide y posiblemente otros muchos troyanos tienen tamaños y composiciones más similares a los cometas u objetos del cinturón de Kuiper (hielo con una capa de polvo a su alrededor) que a los asteroides del cinturón principal. De este modo, la densidad del troyano Héctor determinada a partir de su curva de luz rotacional (2.48 g/cm³) es significativamente mayor que la de troyano Patroclo. Esta diferencia de densidades es desconcertante e indica que esta magnitud podría no ser un buen indicador del origen de los asteroides.

## Troyanos en otros planetas

### Asteroides troyanos de Marte
El 20 de junio de 1990 se descubrió (5261) Eureka, el primer asteroide troyano de Marte, y el primero no perteneciente a Júpiter. Se descubrió en el Observatorio del monte Palomar. Este asteroide de tipo A ocupa el punto de Lagrange L5 del planeta.
A partir de entonces, y hasta 2010, se han hallado otros tres troyanos de Marte: (101429) 1998 VF31 (L5), (121514) 1999 UJ7 (L4) y (311999) 2007 NS2 (L4), por orden de descubrimiento. Estos asteroides poseen inclinaciones orbitales elevadas. Se han descubierto otros asteroides orbitando alrededor de los puntos lagrangianos, pero no se han clasificado como troyanos debido a su gran inestabilidad, que provocará que sean expulsados en un plazo máximo de 500 000 años.

### Asteroides troyanos de Neptuno
El 21 de agosto de 2001 se descubrió el primer troyano de Neptuno, el asteroide 2001 QR322, que fue el primer troyano descubierto en un planeta gigante del sistema solar distinto de Júpiter. Lo halló el proyecto Deep Ecliptic Survey, cuyo objetivo era encontrar objetos del cinturón de Kuiper. Este troyano orbita alrededor del punto lagrangiano L4 de Neptuno con una órbita muy estable y se estima que tiene un diámetro de 230 km.
Desde entonces y hasta el 2010 se han descubierto otros cinco troyanos de Neptuno: (385571) Otrera, 2005 TN53, (385695) 2005 TO74, 2006 RJ103 y 2007 VL305, por orden de descubrimiento, todos ellos pertenecientes al punto lagrangiano L4. Sin embargo, se ha estimado que el número total de troyanos de Neptuno podría ser hasta veinte veces superior al número de troyanos de Júpiter.